# Hidrogeología de fallas geológicas

GIF 1. Este GIF muestra como zonas de falla afectan la migración de fluidos vistos en una sección transversal. A) La zona de falla actúa como barrera que restringe la circulación de fluidos. B) La zona de falla actúa como conducto que permite o facilita el flujo de fluidos.

La hidrogeología de fallas geológicas es un fenómeno complejo dado la tendencia de las fallas de actuar tanto como conductos así como barreras. Las apreciaciones de la hidrogeología de las fallas han demostrado ser diferentes según la aproximación, variando si se estudia mediante geología estructural, hidrogeología, ingeniería en tunelación, investigaciones petrolíferas o ingeniería de minas y represas.
En las fallas rocas deformadas frágilmente alteran el flujo de agua u otros fluidos subterráneos dependiendo en parte de las litologías; por ejemplo si esta consiste de rocas clásticas, ígneas o carbonatadas. Los movimientos de fluidos, que pueden ser entendidos mediante la permeabilidad del medio, pueden verse facilitados o impedidos por la existencia de una zona de falla. Esto se debe a que los distintos mecanismos que deforman las rocas en fallas alteran la porosidad y permeabilidad de su entorno. Los fluidos albergados en los sistemas de falla generalmente son agua, ya sea dulce o salobre, o hidrocarburos como el petróleo y el gas natural.
Tómese nota que permeabilidad (k) y conductividad hidráulica (K) son usados de forma intercambiable en este artículo.

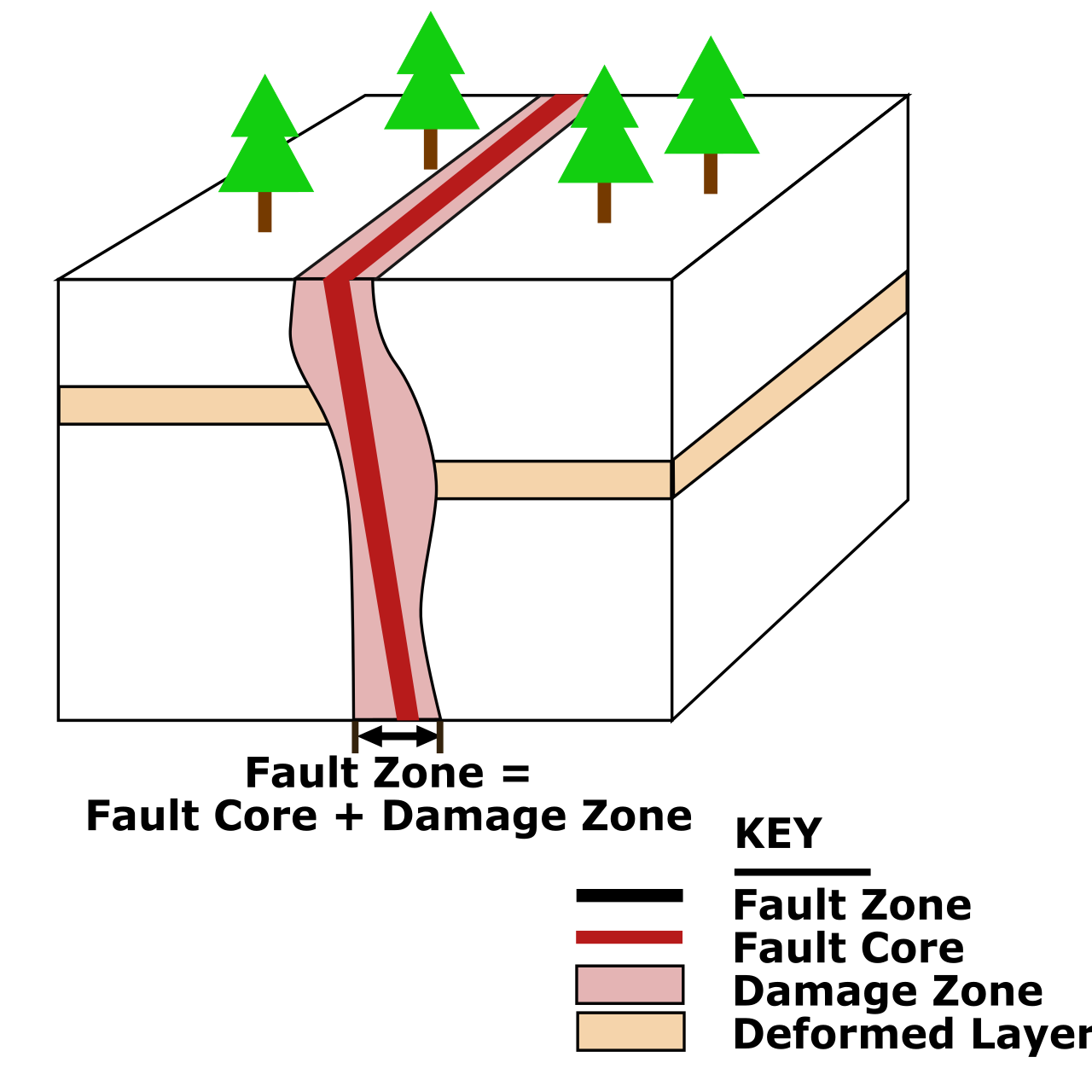
Figura 1. La figura muestra la arquitectura de una zona de falla en la cual el núcleo de la falla está rodeado por una zona de daño.

Una zona de falla puede en términos generales dividirse en dos zonas; un núcleo de falla (NF) y una zona de daño (ZD) que lo rodea. (Figura 1). El núcleo de falla tiene un espesor medible, mayor cuanto más largo ha sido el desplazamiento de la falla, lo que implica una mayor deformación. La zona de daño rodea al núcleo de falla de forma irregular y puede tener un ancho (perpendicular a la zona de falla) desde pocos decímetros a cientos de metros. Dentro de grandes zonas de falla puede haber múltiples núcleos de fallas y zonas de daño. Núcleos de falla y zonas de daño de origen más reciente pueden sobrelapar con núcleos y zonas de daño más antiguas.
Son varios los procesos que pueden alterar la permeabilidad en los núcleos y zonas de daño en una zona de falla. En general, la permeabilidad de una zona de daño supera a la del núcleo de falla asociado por varias órdenes de magnitud, siendo así las zonas de daño conductos para el agua subterránea. Dentro de la zona de daño la permeabilidad tiende a disminuir al alejarse del núcleo de falla.

## Clasificación de fallas según permeabilidad
Existen varias clasificaciones para zonas de falla según sus patrones de permeabilidad. Algunas categorías de clasificación son intercambiables, mientras otras tienen subgrupos diferentes. La mayor parte de las expresiones se muestran en la siguiente tabla. La clasificación de Dickerson es la más usada ya que es fácil de entender en una amplia gama de estudios.
La clasificación de una zona de falla según permeabilidad puede variar en el tiempo y espacio, esto dado que el núcleo de falla y la zona de daño pueden comportase de maneras diferentes para acomodar deformaciones. Además, una zona de falla puede ser dinámica a través del tiempo. Así, los patrones de permeabilidad pueden variar a escalas temporales tanto cortas como largas.
| Autor                 | Kzf < Krc                                                                    | Kzf < Krc y Kzf > Krc                                                        | Sistema dinámico                                                             | Kzf > Krc                                                                    |
| --------------------- | ---------------------------------------------------------------------------- | ---------------------------------------------------------------------------- | ---------------------------------------------------------------------------- | ---------------------------------------------------------------------------- |
| Dickerson (2000)      | Barreras                                                                     | Barrera-Conducto                                                             | /                                                                            | Conducto                                                                     |
| Aydin (2000)          | Transmitting                                                                 | Transmisión vertical y sellado lateral                                       | Transmisión o trasmisón lateral intermitente                                 | Sellado                                                                      |
| Caine y Foster (1999) | Mapeo cuantitativo y modelos de fractura discretos                           | Mapeo cuantitativo y modelos de fractura discretos                           | Mapeo cuantitativo y modelos de fractura discretos                           | Mapeo cuantitativo y modelos de fractura discretos                           |
| Otros                 | Descripción detallas (Débil/Fuerte); Razón Barrera/Permeabilidad de conducto | Descripción detallas (Débil/Fuerte); Razón Barrera/Permeabilidad de conducto | Descripción detallas (Débil/Fuerte); Razón Barrera/Permeabilidad de conducto | Descripción detallas (Débil/Fuerte); Razón Barrera/Permeabilidad de conducto |

*K = Permeabilidad o conductividad hidráulica
*zf = zona de falla
*rc = roca encajante, roca sin deformación que rodea la zona de falla